# Asienspiele 2018/Wasserspringen
Bei den Asienspielen 2018 in Jakarta, Indonesien wurden vom 28. August bis zum 1. September 2018 insgesamt 10 Wettbewerbe im Wasserspringen ausgetragen, jeweils fünf für Frauen und Männer. Die chinesischen Athleten dominierten die Wettkämpfe und gewannen alle 10 Titel und errangen mit ihren 16 Starten insgesamt auch 16 Medaillen.

## Ergebnisse

### Frauen

#### 1-Meter-Kunstspringen
| Platz | Mannschaft | Athletin                  | Punkte |
| ----- | ---------- | ------------------------- | ------ |
| 1     | China      | Wang Han                  | 323,55 |
| 2     | China      | Chen Yiwen                | 306,50 |
| 3     | Südkorea   | Kim Su-ji                 | 265,35 |
| 4     | Malaysia   | Nur Dhabitah Sabri        | 263,05 |
| 5     | Südkorea   | Kim Na-mi                 | 230,40 |
| 6     | Japan      | Minami Itahashi           | 226,15 |
| 7     | Nordkorea  | Kim Mi-hwa                | 227,80 |
| 8     | Malaysia   | Leong Mun Yee             | 224,60 |
| 9     | Indonesien | Eka Purnama Indah         | 222,35 |
| 10    | Nordkorea  | Kim Kwang-hui             | 197,10 |
| 11    | Indonesien | Della Dinarsari Harimurti | 188,70 |
| 12    | Hongkong   | Chan Lam                  | 150,20 |

Das Finale fand am 31. August statt.

#### 3-Meter-Kunstspringen
| Platz | Mannschaft | Athletin           | Punkte |
| ----- | ---------- | ------------------ | ------ |
| 1     | China      | Shi Tingmao        | 389,40 |
| 2     | China      | Wang Han           | 383,40 |
| 3     | Malaysia   | Nur Dhabitah Sabri | 330,75 |

Das Finale fand am 1. September statt.

#### 10-Meter-Turmspringen
| Platz | Mannschaft | Athletin    | Punkte |
| ----- | ---------- | ----------- | ------ |
| 1     | China      | Si Yajie    | 405,45 |
| 2     | China      | Zhang Jiaqi | 395,30 |
| 3     | Nordkorea  | Kim Mi-rae  | 367,90 |

Das Finale fand am 30. August statt.

#### 3-Meter-Synchronspringen
| Platz | Mannschaft | Duo                           | Punkte |
| ----- | ---------- | ----------------------------- | ------ |
| 1     | China      | Chang Yani Shi Tingmao        | 335,70 |
| 2     | Malaysia   | Ng Yan Yee Nur Dhabitah Sabri | 298,23 |
| 3     | Nordkorea  | Kim Kwang-hui Kim Mi-hwa      | 282,78 |

Das Finale fand am 29. August statt.

#### 10-Meter-Synchronspringen
| Platz | Mannschaft | Duo                              | Punkte |
| ----- | ---------- | -------------------------------- | ------ |
| 1     | China      | Zhang Jiaqi Zhang Minjie         | 361,38 |
| 2     | Nordkorea  | Kim Kuk-hyang Kim Mi-rae         | 337,86 |
| 3     | Malaysia   | Leong Mun Yee Nur Dhabitah Sabri | 310,80 |

Das Finale fand am 28. August statt.

### Herren

#### 1-Meter-Kunstspringen
| Platz | Mannschaft | Athlet        | Punkte |
| ----- | ---------- | ------------- | ------ |
| 1     | China      | Peng Jianfeng | 462,15 |
| 2     | China      | Liu Chengming | 432,85 |
| 3     | Südkorea   | Woo Ha-ram    | 382,70 |

Das Finale fand am 30. August statt.

#### 3-Meter-Kunstspringen
| Platz | Mannschaft | Athlet     | Punkte |
| ----- | ---------- | ---------- | ------ |
| 1     | China      | Xie Siyi   | 560,80 |
| 2     | China      | Cao Yuan   | 540,05 |
| 3     | Malaysia   | Chew Yiwei | 456,20 |

Das Finale fand am 31. August statt.

#### 10-Meter-Turmspringen
| Platz | Mannschaft | Athlet     | Punkte |
| ----- | ---------- | ---------- | ------ |
| 1     | China      | Yang Jian  | 579,10 |
| 2     | China      | Qiu Bo     | 566,60 |
| 3     | Südkorea   | Woo Ha-ram | 477,55 |

Das Finale fand am 1. September statt.

#### 3-Meter-Synchronspringen
| Platz | Mannschaft | Duo                      | Punkte |
| ----- | ---------- | ------------------------ | ------ |
| 1     | China      | Cao Yuan Xie Siyi        | 479,52 |
| 2     | Südkorea   | Kim Yeong-nam Woo Ha-ram | 412,74 |
| 3     | Japan      | Sho Sakai Ken Terauchi   | 408,57 |

Das Finale fand am 28. August statt.

#### 10-Meter-Synchronspringen
| Platz | Mannschaft | Duo                        | Punkte |
| ----- | ---------- | -------------------------- | ------ |
| 1     | China      | Chen Aisen Yang Hao        | 466,47 |
| 2     | Südkorea   | Kim Yeong-nam Woo Ha-ram   | 406,05 |
| 3     | Nordkorea  | Hyon Il-myong Rim Kum-song | 395,04 |

Das Finale fand am 29. August statt.

## Medaillenspiegel
| Platz  | Mannschaft          | Gold | Silber | Bronze | Gesamt |
| ------ | ------------------- | ---- | ------ | ------ | ------ |
| 1      | Volksrepublik China | 10   | 6      | –      | 16     |
| 2      | Südkorea            | –    | 2      | 3      | 5      |
| 3      | Malaysia            | –    | 1      | 3      | 4      |
| 3      | Nordkorea           | –    | 1      | 3      | 4      |
| 5      | Japan               | –    | –      | 1      | 1      |
| Gesamt | Gesamt              | 10   | 10     | 10     | 30     |